# الأراضي الأوروبية المطوقة في شمال إفريقيا قبل 1830

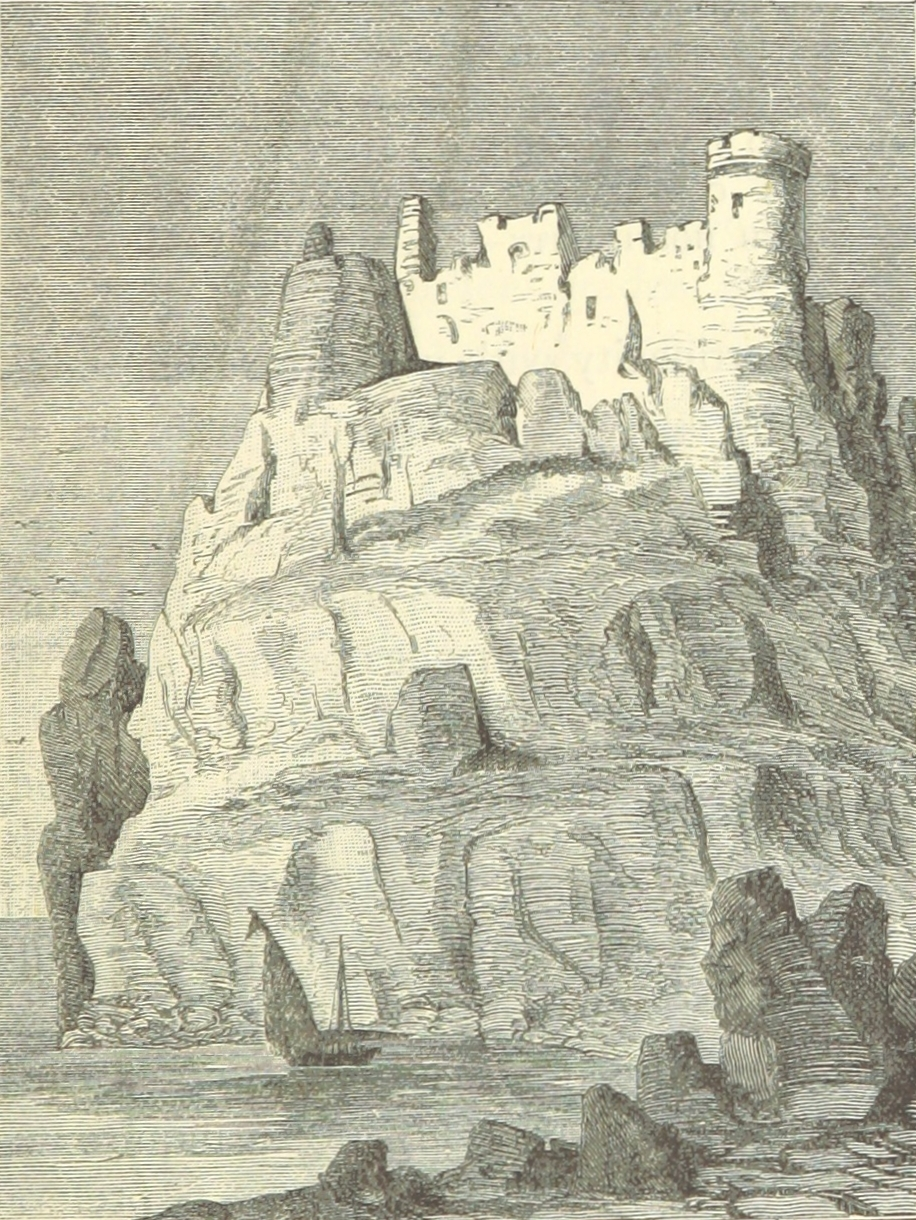

الأراضي الأوروبية المُطوقة في شمال أفريقيا (أو بعبارة أدق: أراضي شبه مُطوقة) هي مُدن وتحصينات ومحطات تجارية كانت تقع على طول ساحل البحر المتوسط والساحل الأطلسي في منطقة شمال غرب أفريقيا (تُعرف أيضًا بالمغرب العربي)، وكانت تابعة لعدة دول أوروبية في الوقت الذي عجزت فيه عن غزو المدن الداخلية عسكريًا (أي قبل احتلال فرنسا للجزائر في عام 1830). ومن أقدم تلك المدن هي تلك التي أسستها جمهوريات البحرية الإيطالية في القرن الحادي عشر. كانت إسبانيا والبرتغال القوى الأوروبية الرئيسية المشاركة في استعمار سواحل شمال أفريقيا، فضلًا عن فرنسا وبريطانيا التي شاركت في ذلك لفترة وجيزة. أُخليت معظم تلك المدن بحلول نهاية القرن الثامن عشر، وفي الوقت الحاضر لم يتبقى أي أثر من تلك الحقبة سوى بضعة أراضي إسبانية: سبتة، ومليلية، وبلاثاس دي سوبيرانا.

## المستعمرات الإيطالية والصقلية
انبثقت عدة مستعمرات تجارية صغيرة في شمال أفريقيا قرابة عام 1000 تابعة لدوقية أمالفي وجمهورية بيزا. وفي عام 1133 عقدت بيزا معاهدة تجارية مع الدولة المرابطية في المغرب كما فعلت جنوا بعدها بخمسة أعوام. ومع ضعف سيطرة المرابطين على المنطقة، اشتدت سطوة الجمهوريات البحرية حتى حاولت بيزا أن تستولي على جزر البليار في عام 1114. وفي عام 1134، أي بعد عام من توقيع جنوا اتفاقية تجارية مع مدينة بجاية، هاجمت جنوا بجاية قبل أن ترسل أسطولًا بحريًا للاستيلاء على عنابة مع بيزا في عام 1136. وغزت بيزا وحدها طبرقة في عام 1140. كانت تلك الحملات الإيطالية تهدف في المقام الأول إلى السيطرة على حركة تجارة الشعب المرجانية. عُثر على عدة سجلات تُفيد بأن الجزء الساحلي من مدينة القالة الحالية كانت تحت سيطرة جمهورية بيزا ولاحقًا جمهورية جنوا.
أدى مجيء النورمان إلى إيطاليا إلى غزو صقلية وتنصيرها في عام 1091. وسع روجر الثاني الصقلي مملكته لتشمل جربة في عام 1135. وتبع ذلك استيلاء النورمان على عدة مدن تونسية ساحلية، ما مهد إلى إنشاء ما يُعرف بمملكة أفريقيا النورمانية التي لم تدم طويلًا.
انتهت سيطرة النورمان على ساحل شمال أفريقيا عقب إخلاء المهدية في عام 1160. وفي عام 1284 غزا فريدريك الثالث، حاكم صقلية الأراغوني الجديد، مدينة الجربة مجددًا واحتفظ بها حتى عام 1333. استولى مانفريدي كيارامونتي على تلك المدينة لصالح صقلية وأصبح سيدها، واستولى كذلك على جزر قرقنة. هجرت الحامية الصقلية تلك الجزر في عام 1392، أي بعد عام من وفاة كيارامونتي.
لم يتبقى من المستعمرات الإيطالية بعد ذلك سوى مستعمرات جنوا مثل جيجل في الجزائر وطبرقة في تونس التي احتلتها إيطاليا في الفترة 1540–1742.

## المستعمرات البرتغالية
يعود تاريخ الاستعمار البرتغالي في شمال أفريقيا إلى عهد الملك جواو الأول الذي قاد حملة غزو سبتة في عام 1415، واستمر حتى رحيل البرتغاليين من الجديدة في المغرب عام 1769. عُرفت تلك الأراضي البرتغالية المطوقة على الساحل المُطل على المحيط الأطلسي بـ«الغرب البربري» أو «الغرب في الجهة المقابلة».
كان البابا مارتن الخامس يرى أن الاستيلاء على سبتة جزء من الحملة الصليبية البرتغالية. ورغم ذلك لم تثمر تلك المدينة عن أي منفعة اقتصادية للبرتغال، إذ أن حركة التجارة انتقلت إلى مدن أخرى في ذات المنطقة. ولذلك حاول الملك دوارتي الأول أن يستولي على طنجة في عام 1437، لكنه لم ينجح في ذلك. لم تتمكن البرتغال من توسعة رقعتها حتى عهد ألفونسو الخامس الذي تمكن من غزو القصر الصغير في عام 1458، وأصيلة في عام 1471. تمكن ألفونسو كذلك من غزو طنجة لكنه لم ينجح في السيطرة عليها. اشتهر ألفونسو في البرتغال بلقب «الأفريقي» اعترافًا بفتوحاته، وأصبح أول حاكم برتغالي يحمل لقب «ملك البرتغال والغرب وما وراء البحار في أفريقيا». وفي عام 1486 غزا خليفته جواو الثاني مدينة الجديدة (مازيغن) وحصنها في ذات الوقت الذي واصل فيه البرتغاليون زحفهم جنوبًا نحو غينيا. وبعدها بعامين قبل جواو استسلام حاكم مدينة آسفي.